# Victoria (Hongkong)
Victoria (chiń. trad. 維多利亞城, upr. 维多利亚城, pinyin Wéiduōlìyà Chéng; ang. Victoria City) – jedna z pierwszych osad założonych w Hongkongu po skolonizowaniu go przez Wielką Brytanię. W okresie kolonialnym odgrywała rolę ośrodka administracyjnego Hongkongu.
Wraz z przejęciem Hongkongu przez ChRL Victoria przestała być wyróżniana jako odrębne miasto – całe terytorium Hongkongu stało się bowiem jednym obszarem miejskim. Określenie „Victoria” wyszło jednocześnie z użycia w odniesieniu do obszaru miejskiego. Jest ono natomiast nadal używane w kilku nazwach geograficznych na terenie Hongkongu, np. Victoria Peak (Wzgórze Wiktorii) i Victoria Harbour. Hongkong nie ma obecnie żadnej stolicy, jednakże wiele budynków administracyjnych tego regionu wciąż jest usytuowanych na obszarze byłej Victorii.

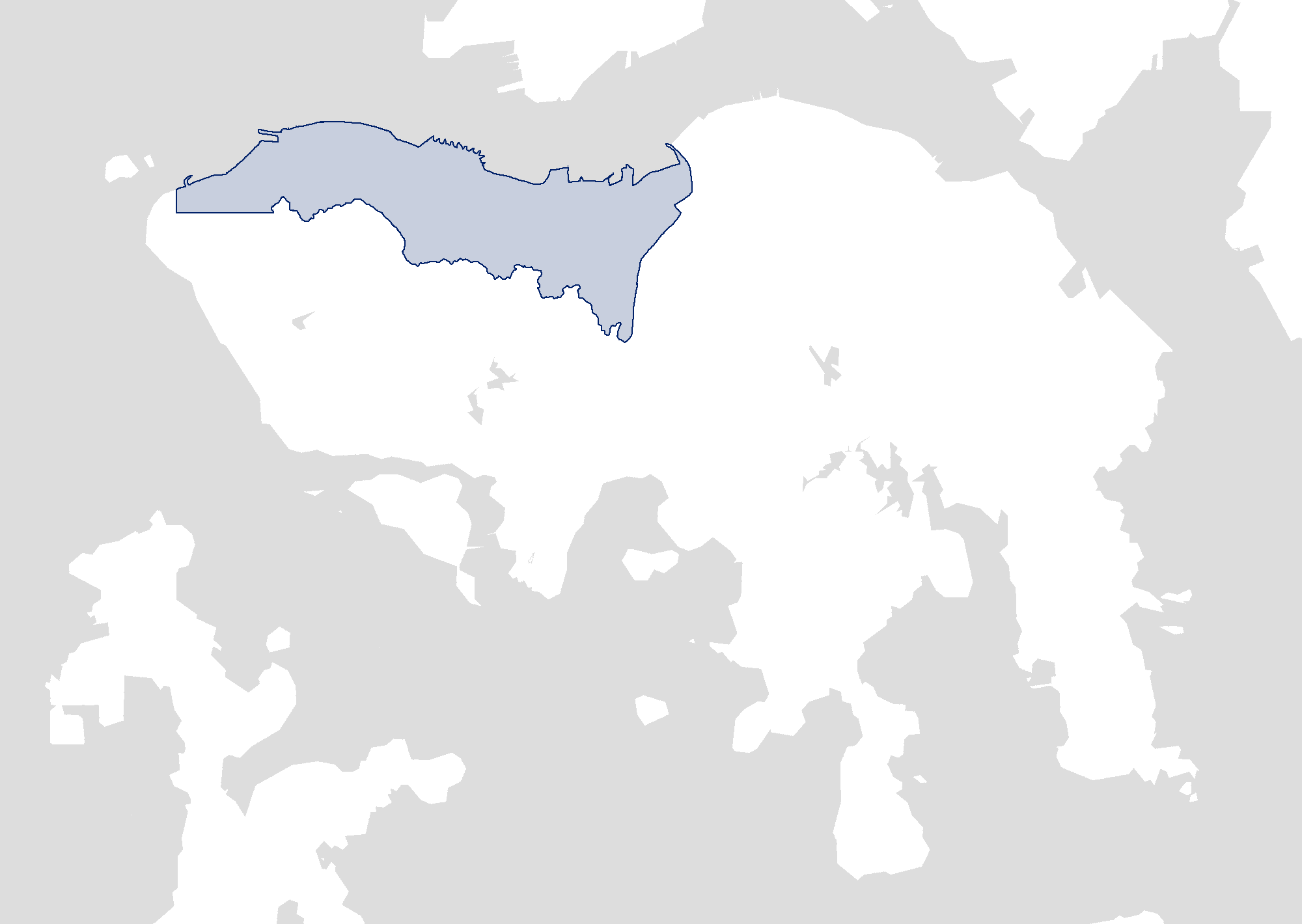
Victoria zaznaczona na tle wyspy Hongkong
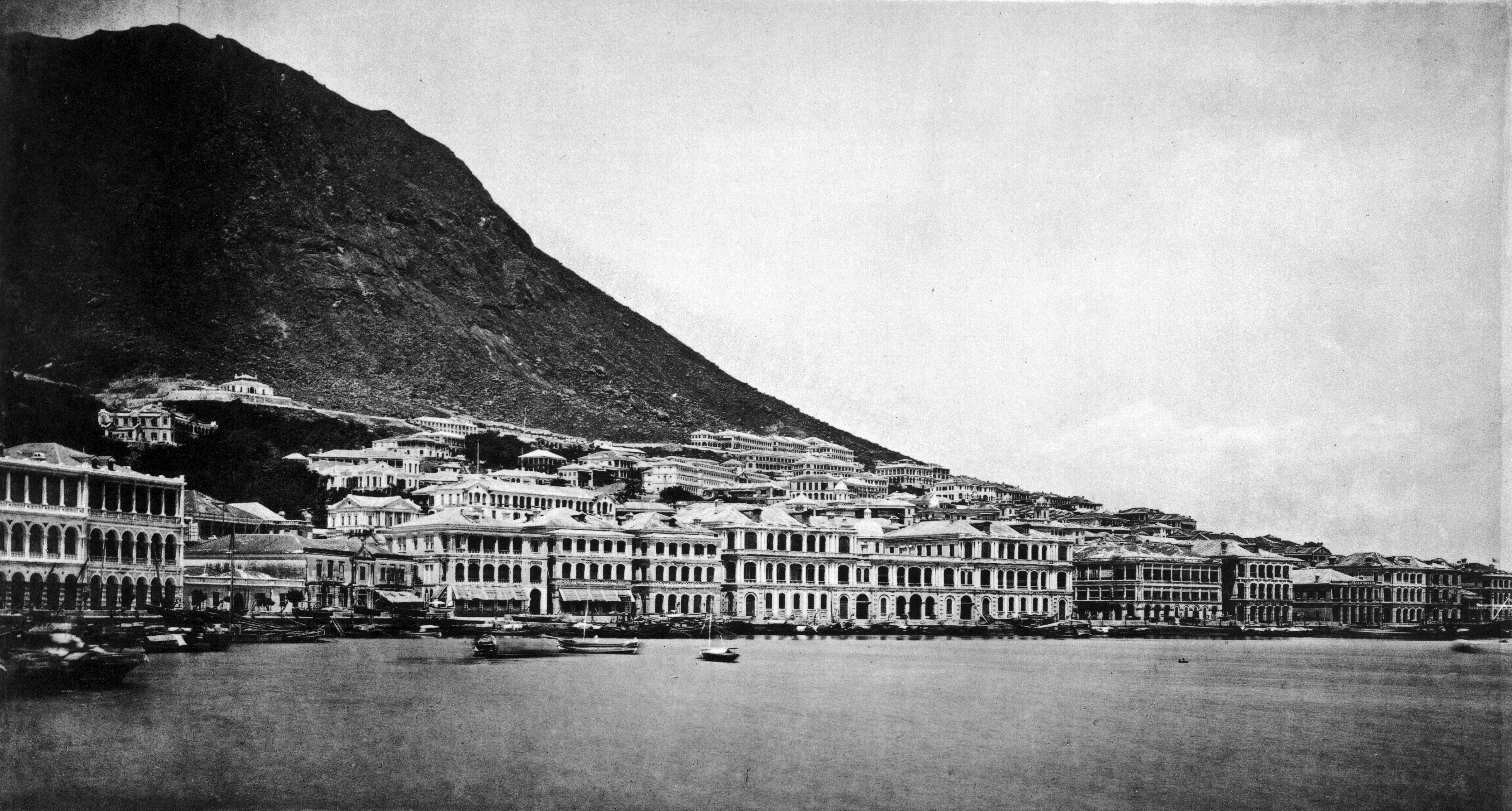
Victoria w 1870/1871 roku
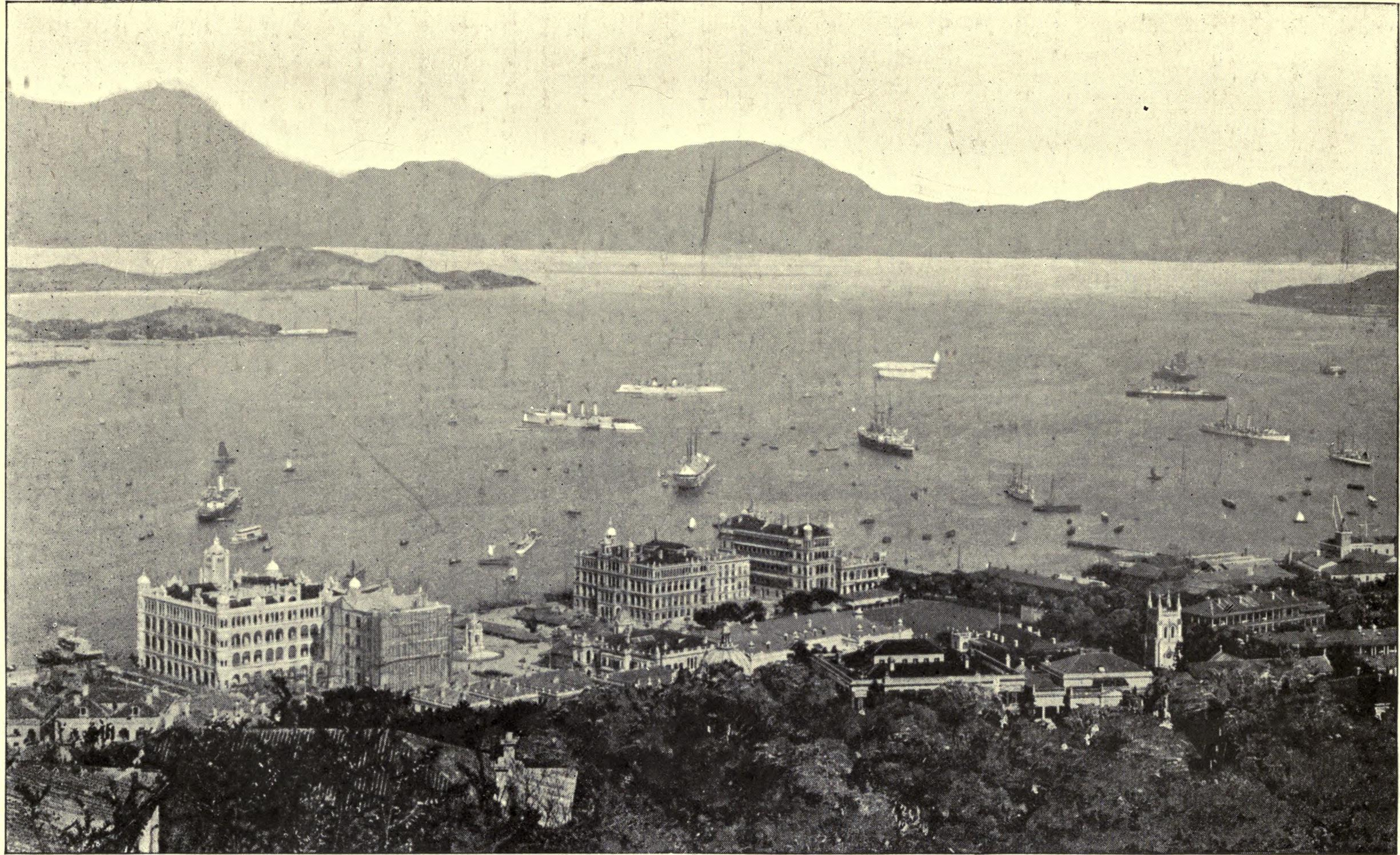
Victoria ok. 1900 roku
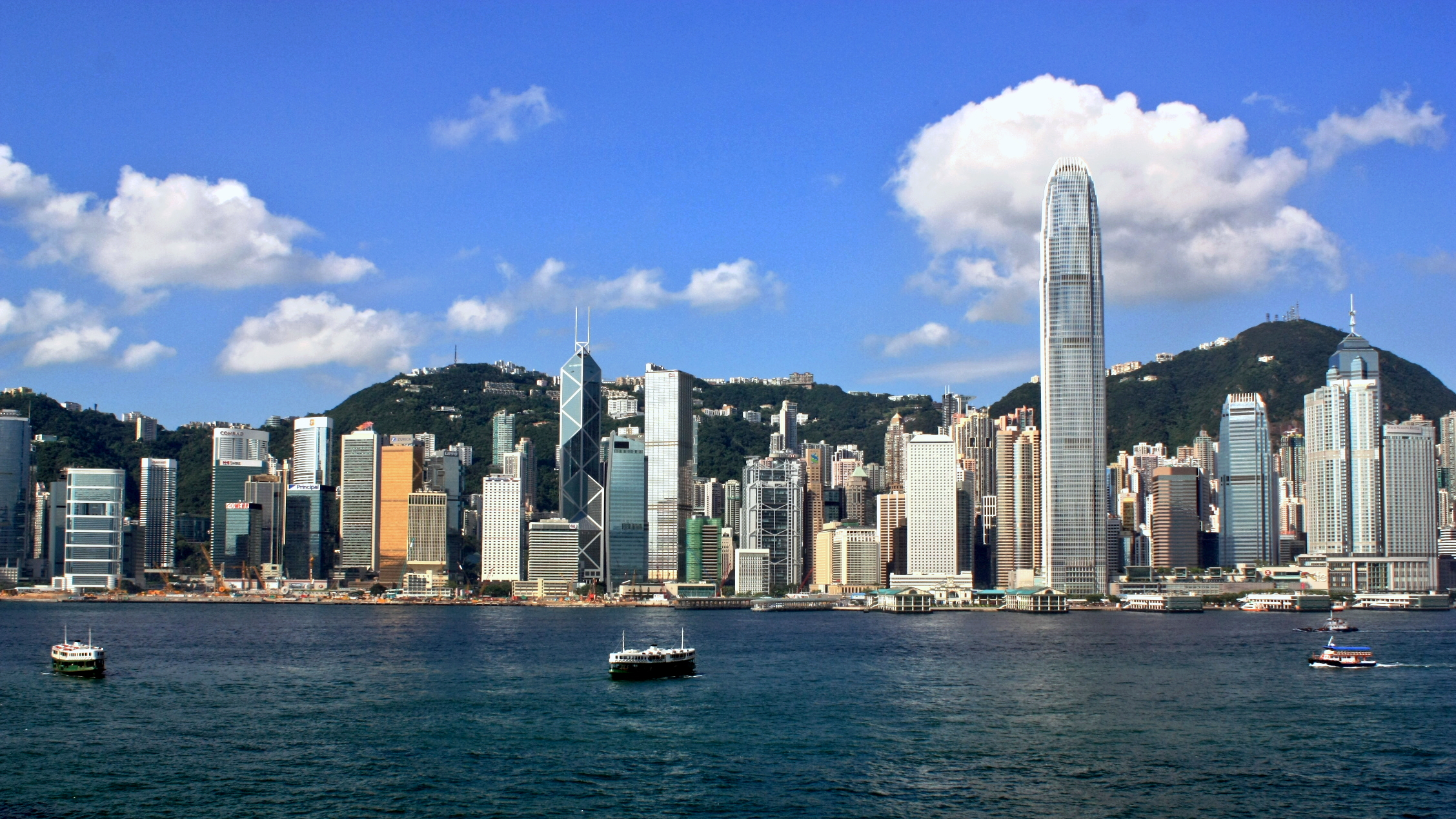
Widok na dzielnicę Central(inne języki) w miejscu byłej Victorii